# Pedalonina
Pedalonina é um gênero de traça pertencente à família Brachodidae.